# Copolímero de injerto
Los polímeros de injerto son copolímeros segmentados con una cadena lineal principal de un tipo de polímero y distribuidos al azar injertos o ramas de otro. La imagen etiquetada como polímero de injerto muestra cómo las cadenas injertadas de la especie B se unen covalentemente a las especies del polímero A. Aunque las cadenas laterales son estructuralmente distintas de la cadena principal, las cadenas individuales injertadas pueden ser homopolímeros o copolímeros. Se han sintetizado durante muchas décadas diversos polímeros de injerto, y se utilizan especialmente como materiales resistentes a impacto, elastómeros termoplásticos, compatibilizadores, o emulsionantes para la preparación de mezclas estables o aleaciones. Uno de los ejemplos más conocidos de un polímero de injerto es el poliestireno de alto impacto, que consta de un esqueleto de poliestireno con polibutadieno injertado:

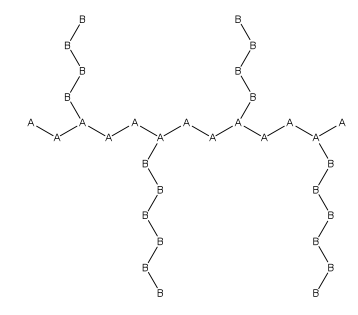
El copolímero de injerto se compone de una cadena principal (o esqueleto) de polímero (A) unido covalentemente a una o más cadenas laterales (B)

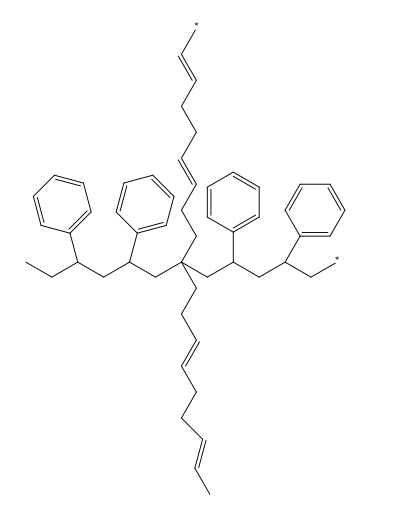
Poliestireno de alto impacto (HIPS)

## Propiedades generales
Los copolímeros de injerto son un tipo de copolímero ramificado en donde los componentes de la cadena lateral son estructuralmente diferentes que los de la cadena principal. Los copolímeros de injerto que contienen una mayor cantidad de cadenas laterales son capaces de adquirir una conformación de gusano, una dimensión molecular compacta.
En general, los materiales de copolímeros de injerto son más termoestables que sus homopolímeros por separado.
Existen 3 métodos de síntesis,  "injerto sobre" (grafting onto en inglés), "injerto desde" (grafting from), y el "injerto a través de" (grafting through) que se utilizan para sintetizar un polímero de injerto.